# Federación Catalana de Fútbol
La Federación Catalana de Fútbol (FCF) (en catalán: Federació Catalana de Futbol) es la federación territorial de la Real Federación Española de Fútbol en Cataluña. Fue fundada en 1900 y actualmente organiza la Copa Cataluña, todas las categorías desde la Tercera División hacia abajo, así como la selección autonómica de fútbol. Desde 2009 organiza también el Trofeo Catalunya Internacional.

## Historia
El 11 de noviembre de 1900 se funda la Foot-ball Associació, primera federación futbolística de Cataluña y de España, embrión de la Federación Catalana. Fue presidente Eduard Alesson y eran miembros el FC Barcelona, el Hispania, el Catalá y el RCD Español. De todas maneras esta fundación no salió bien[cita requerida].
Las incipientes competiciones que se empezaban a disputar ayudó al convencimiento de crear un organismo superior a los clubes, que evitara rencores y organizara las competiciones con responsabilidad. En abril de 1902, Shields, presidente del comité organizador de la Copa Macaya, señaló la necesidad de crear un organismo encargado de recoger fondo para adquirir un trofeo anual que se disputaran todos los clubes. El 12 de noviembre de 1902, se constituyó la Asociación de Clubes de Football de Barcelona con el Fútbol Club Barcelona, Hispania Athletic Club, Foot-ball Club Catalá, Universitari F.C., Irish F.C., Catalonia F.C., Iberia Sport Club, Salud Sport Club, Rowing F.C. y Catalunya F.C. No tardaron en acudir Español Foot-ball Club y Club Internacional, principales integrantes de la Federación Gimnástica Española, creada en 1898 en Barcelona.

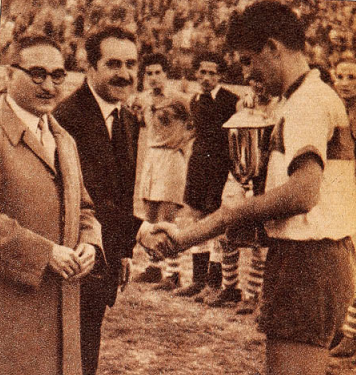
Trofeo del Torneo Internacional de Pascua organizado por la Federación Catalana en 1950 y ganado por Universidad Católica.

En 1902 se crea el Colegio Oficial de Árbitros bajo la presidencia de Hamilton, del Hispània.
En 1907 la ACFB se renombra como Federación Catalana de Clubes de Fútbol. El primer presidente fue Isidre Lloret, del X Sporting Club.
En noviembre de 1909 se constituye el Colegio de Árbitros dependiendo de la Asociación de Clubes de Fútbol.
La temporada 1912-13 el FC Barcelona se separa de la Federación Catalana y funda la Football Asociación de Cataluña, en la que también se integraron Català, Avenç, Badalona, Gimnàstic (de l'Ateneu Enciclopèdic Popular), Palamós, Sparta, T.B.H., Catalunya, Sarrià, Athletic, Vilassar, Manresa, Mataró, Catalònia y Olot Deportiu.
En 15 de octubre de 1915 se funda de forma definitiva el Colegio Catalán de Árbitros el más antiguo de España.
En 1916 la FCCF cambió su nombre a Federación Catalana de Fútbol Asociación.
El 4 de octubre de 1930 nace la Mutualidad Deportiva de Cataluña.
En 1926 se funda la Federación Balear. En sus inicios esta federación dependía de la catalana y sus campeones podían participar en el Campeonato de Cataluña de Segunda Categoría (pero no en el de primera).
La temporada 1949-50 nace el Colegio de Entrenadores.
En 2001, encabezados por la Gramenet y el Hospitalet, se crea la Asociación de Clubes de Fútbol de Cataluña, que tiene como misión favorecer a los equipos modestos y de base.

## Presidentes
| - 1900-1904: Eduard Alesson - 1904-1905: Josep de Togores - 1905-1906: Josep Soler - 1906-1906: Udo Steinberg - 1906-1908: Isidre Lloret - 1908-1909: Julio Marial - 1909-1909: Rafael Degollada - 1909-1910: Albert Serra - 1910-1911: Eugeni Beltri - 1911-1912: Normand J. Cinnamond - 1912-1913: Josep Maria Tarruella - 1913-1913: Josep Preckler - 1913-1913: Francesc de Moxó - 1913-1913: Narcís Masferrer - 1913-1914: Narcís Deop - 1914-1915: Josep Maria Tallada - 1915-1915: Ricard Cabot - 1915-1916: Joaquim Peris de Vargas - 1916-1918: Gaspar Rosés - 1918-1919: Josep Germà - 1919-1920: Josep Rosich - 1920-1921: Josep Julinès - 1921-1922: Josep Soto - 1922-1923: Josep Buchs - 1923-1926: Ricard Cabot - 1926-1929: Josep Rosich |  | - 1929-1930: Josep Suñol - 1930-1931: Josep Plantada - 1931-1934: Francesc Costa - 1934-1936: Joan Baptista Roca - 1936-1937: Ramon Eroes (delegado de la Generalitat) - 1937-1939: Josep Guàrdia - 1939-1940: Francesc Jover - 1940-1945: Javier de Mendoza - 1945-1946: Agustí Pujol - 1946-1947: Francisco Sáinz - 1947-1947: Ramon Capdevila (interino) - 1947-1950: Agustí Pujol - 1950-1953: Agustí Arañó - 1953-1954: Francisco Giménez Salinas - 1954-1954: Agustí Pujol (comisión gestora) - 1954-1956: Agustí Pujol - 1956-1957: Narcís de Carreras (comisión gestora) - 1957-1957: Ramon Capdevila (interino) - 1957-1961: Francisco Roman - 1961-1964: Antoni J. de Capmany - 1964-1975: Pablo Porta Bussoms - 1975-1989: Antoni Guasch - 1989-2001: Antoni Pujol - 2001-2005: Jaume Roura - 2005-2005: Josep Maria Vallbona (interino) - 2005-2008: Jordi Roche - 2008-2009: Ricard Campoy - 2009-2011: Jordi Casals - 2011-2018: Andreu Subíes - 2018- : Joan Soteras |  |  |

## Torneos organizados por la Federación Catalana
- Torneo Internacional de Pascua
- Primera división catalana
-Segunda división catalana
-Tercera División Catalana
- Cuarta división Catalana
-Torneos menores
Fue un torneo internacional no oficial. Hasta 1960 no existían los títulos internacionales oficiales a nivel de clubes. Este hecho fue determinado por la Confederación Sudamericana de Fútbol.